# ATP World Tour Finals 2009
La ATP World Tour Finals Londres 2009 fue la XL edición de la ATP World Tour Finals. Se celebró en Londres (Reino Unido) entre el 22 y el 29 de noviembre de 2009 con la defensa del título del serbio Novak Djokovic.

## Individuales

### Jugadores clasificados
|                           | Jugador               | Puntos ATP Race |
| ------------------------- | --------------------- | --------------- |
| Bandera de Suiza          | Roger Federer         | 10150           |
| Bandera de España         | Rafael Nadal          | 9205            |
| Bandera de Serbia         | Novak Djokovic        | 7910            |
| Bandera de Reino Unido    | Andy Murray           | 6630            |
| Bandera de Argentina      | Juan Martín del Potro | 5985            |
| Bandera de Estados Unidos | Andy Roddick          | 4410            |
| Bandera de Rusia          | Nikolay Davydenko     | 3630            |
| Bandera de España         | Fernando Verdasco     | 3300            |
| Bandera de Suecia         | Robin Söderling       | 3010            |
| Bandera de Francia        | Jo-Wilfried Tsonga    | 2875            |
| Bandera de Croacia        | Ivan Ljubičić         | 1405            |

| Jugadores clasificados |
| Jugadores suplentes    |

- El estadounidense Andy Roddick no acudió al torneo por estar lesionado de la rodilla derecha, sustituyéndolo el sueco Robin Söderling.
- El croata Ivan Ljubičić acudió como suplente tras la renuncia de los 13 jugadores que le preceden en el ranking.

### Fase de grupos

#### Grupo A
| N.º | Jugador               |
| --- | --------------------- |
| 1   | Roger Federer         |
| 4   | Andy Murray           |
| 5   | Juan Martín del Potro |
| 7   | Fernando Verdasco     |

##### Posiciones
| #  | Jugador               | Partidos ganados | Partidos perdidos | Sets ganados | Sets perdidos |
| -- | --------------------- | ---------------- | ----------------- | ------------ | ------------- |
| 1. | Roger Federer         | 2                | 1                 | 5            | 4             |
| 2. | Juan Martín del Potro | 2                | 1                 | 5            | 4             |
| 3. | Andy Murray           | 2                | 1                 | 5            | 4             |
| 4. | Fernando Verdasco     | 0                | 3                 | 3            | 6             |

##### Resultados
| Ganador               | Contrincante          | Resultado           |
| --------------------- | --------------------- | ------------------- |
| Andy Murray           | Juan Martín del Potro | 6-3, 3-6, 6-2       |
| Roger Federer         | Fernando Verdasco     | 4-6, 7-5, 6-1       |
| Juan Martín del Potro | Fernando Verdasco     | 6-4, 3-6, 7-6(1)    |
| Roger Federer         | Andy Murray           | 3-6, 6-3, 6-1       |
| Andy Murray           | Fernando Verdasco     | 6-4, 6-7(4), 7-6(3) |
| Juan Martín del Potro | Roger Federer         | 6-2, 6-7(5), 6-3    |

#### Grupo B
| N.º | Jugador           |
| --- | ----------------- |
| 2   | Rafael Nadal      |
| 3   | Novak Djokovic    |
| 6   | Nikolay Davydenko |
| 9   | Robin Söderling   |

##### Posiciones
| #  | Jugador           | Partidos ganados | Partidos perdidos | Sets ganados | Sets perdidos |
| -- | ----------------- | ---------------- | ----------------- | ------------ | ------------- |
| 1. | Robin Söderling   | 2                | 1                 | 5            | 2             |
| 2. | Nikolay Davydenko | 2                | 1                 | 5            | 3             |
| 3. | Novak Djokovic    | 2                | 1                 | 4            | 3             |
| 4. | Rafael Nadal      | 0                | 3                 | 0            | 6             |

##### Resultados
| Ganador           | Contrincante      | Resultado        |
| ----------------- | ----------------- | ---------------- |
| Robin Söderling   | Rafael Nadal      | 6-4, 6-4         |
| Novak Djokovic    | Nikolay Davydenko | 3-6, 6-4, 7-5    |
| Robin Söderling   | Novak Djokovic    | 7-6(5), 6-1      |
| Nikolay Davydenko | Rafael Nadal      | 6-1, 7-6(4)      |
| Novak Djokovic    | Rafael Nadal      | 7-6(5), 6-3      |
| Nikolay Davydenko | Robin Söderling   | 7-6(4), 4-6, 6-3 |

### Fase final
|  | Semifinales | Semifinales           | Semifinales | Semifinales           | Semifinales |   |   | Final             | Final | Final | Final | Final |  |
|  |             |                       |             |                       |             |   |   |                   |       |       |       |       |  |
|  |             |                       |             |                       |             |   |   |                   |       |       |       |       |  |
|  | 1           | Roger Federer         | 2           | 6                     | 5           |   |   |                   |       |       |       |       |  |
|  | 1           | Roger Federer         | 2           | 6                     | 5           |   |   |                   |       |       |       |       |  |
|  | 6           | Nikolay Davydenko     | 6           | 4                     | 7           |   |   |                   |       |       |       |       |  |
|  | 6           | Nikolay Davydenko     | 6           | 4                     | 7           |   | 6 | Nikolay Davydenko | 6     | 6     |       |       |  |
|  |             |                       |             |                       |             |   | 6 | Nikolay Davydenko | 6     | 6     |       |       |  |
|  |             |                       | 5           | Juan Martín Del Potro | 3           | 4 |   |                   |       |       |       |       |  |
|  | 9           | Robin Söderling       | 5           | Juan Martín Del Potro | 3           | 4 | 7 | 3                 | 63    |       |       |       |  |
|  | 9           | Robin Söderling       |             |                       |             |   | 7 | 3                 | 63    |       |       |       |  |
|  | 5           | Juan Martín Del Potro | 61          | 6                     | 7           |   |   |                   |       |       |       |       |  |
|  | 5           | Juan Martín Del Potro | 61          | 6                     | 7           |   |   |                   |       |       |       |       |  |
|  |             |                       |             |                       |             |   |   |                   |       |       |       |       |  |

#### Semifinales
| Fecha    | Hora¹ | Partido         | Partido | Partido               | Resultado           |
| -------- | ----- | --------------- | ------- | --------------------- | ------------------- |
| 28.11.09 | 14:15 | Roger Federer   | -       | Nikolay Davydenko     | 2-6, 6-4, 5-7       |
| 28.11.09 | 20:45 | Robin Söderling | -       | Juan Martín Del Potro | 6-7(1), 6-3, 6-7(3) |

#### Final
| Fecha    | Hora¹ | Partido           | Partido | Partido               | Resultado |
| -------- | ----- | ----------------- | ------- | --------------------- | --------- |
| 29.11.09 | 14:30 | Nikolay Davydenko | -       | Juan Martín del Potro | 6-3, 6-4  |

- (¹) -  Hora local de Londres (UTC +0)

## Dobles

### Parejas clasificadas
|  | Pareja                                 |  | Puntos ATP Race |
|  | -------------------------------------- |  | --------------- |
|  | Daniel Nestor / Nenad Zimonjić         |  | 10510           |
|  | Bob Bryan / Mike Bryan                 |  | 9680            |
|  | Mahesh Bhupathi / Mark Knowles         |  | 5950            |
|  | Lukas Dlouhy / Leander Paes            |  | 5740            |
|  | Frantisek Cermak / Michal Mertinak     |  | 3670            |
|  | Lukasz Kubot / Oliver Marach           |  | 3660            |
|  | Max Mirnyi / Andy Ram                  |  | 3550            |
|  | Mariusz Fyrstenberg / Marcin Matkowski |  | 3335            |
|  | Wesley Moodie / Dick Norman            |  | 3295            |
|  | Bruno Soares / Kevin Ullyett           |  | 2560            |

| Parejas clasificadas |
| Parejas suplentes    |

### Fase de grupos

#### Grupo A
| N.º | Jugadores                            |
| --- | ------------------------------------ |
| 1   | Daniel Nestor Nenad Zimonjić         |
| 3   | Mahesh Bhupathi Mark Knowles         |
| 5   | Frantisek Cermak Michal Mertinak     |
| 8   | Mariusz Fyrstenberg Marcin Matkowski |

##### Posiciones
| #  | Pareja                               | Partidos ganados | Partidos perdidos | Sets ganados | Sets perdidos |
| -- | ------------------------------------ | ---------------- | ----------------- | ------------ | ------------- |
| 1. | Mahesh Bhupathi Mark Knowles         | 2                | 1                 | 4            | 3             |
| 2. | Frantisek Cermak Michal Mertinak     | 2                | 1                 | 4            | 2             |
| 3. | Mariusz Fyrstenberg Marcin Matkowski | 1                | 2                 | 3            | 4             |
| 4. | Daniel Nestor Nenad Zimonjić         | 1                | 2                 | 2            | 4             |

##### Resultados
| Ganadores                            | Contrincantes                        | Resultado      |
| ------------------------------------ | ------------------------------------ | -------------- |
| Mariusz Fyrstenberg Marcin Matkowski | Daniel Nestor Nenad Zimonjić         | 6-4, 6-4       |
| Mahesh Bhupathi Mark Knowles         | Frantisek Cermak Michal Mertinak     | 6-3, 6-3       |
| Frantisek Cermak Michal Mertinak     | Daniel Nestor Nenad Zimonjić         | 6-3, 6-4       |
| Mahesh Bhupathi Mark Knowles         | Mariusz Fyrstenberg Marcin Matkowski | 3-6, 6-3, 10-7 |
| Frantisek Cermak Michal Mertinak     | Mariusz Fyrstenberg Marcin Matkowski | 6-4, 6-4       |
| Daniel Nestor Nenad Zimonjić         | Mahesh Bhupathi Mark Knowles         | 6-4, 7-6(9)    |

#### Grupo B
| N.º | Jugadores                  |
| --- | -------------------------- |
| 2   | Bob Bryan Mike Bryan       |
| 4   | Lukas Dlouhy Leander Paes  |
| 6   | Lukasz Kubot Oliver Marach |
| 7   | Max Mirnyi Andy Ram        |

##### Posiciones
| #  | Pareja                     | Partidos ganados | Partidos perdidos | Sets ganados | Sets perdidos |
| -- | -------------------------- | ---------------- | ----------------- | ------------ | ------------- |
| 1. | Max Mirnyi Andy Ram        | 2                | 1                 | 5            | 2             |
| 2. | Bob Bryan Mike Bryan       | 2                | 1                 | 4            | 2             |
| 3. | Lukasz Kubot Oliver Marach | 2                | 1                 | 4            | 3             |
| 4. | Lukas Dlouhy Leander Paes  | 0                | 3                 | 0            | 6             |

##### Resultados
| Ganadores                  | Contrincantes              | Resultado       |
| -------------------------- | -------------------------- | --------------- |
| Max Mirnyi Andy Ram        | Bob Bryan Mike Bryan       | 6-4, 6-4        |
| Lukasz Kubot Oliver Marach | Lukas Dlouhy Leander Paes  | 6-3, 7-6(3)     |
| Bob Bryan Mike Bryan       | Lukas Dlouhy Leander Paes  | 6-3, 6-4        |
| Lukasz Kubot Oliver Marach | Max Mirnyi Andy Ram        | 4-6, 6-4, 16-14 |
| Bob Bryan Mike Bryan       | Lukasz Kubot Oliver Marach | 6-3, 6-4        |
| Max Mirnyi Andy Ram        | Lukas Dlouhy Leander Paes  | 7-6(1), 6-4     |

### Fase Final
|  | Semifinales | Semifinales                      | Semifinales | Semifinales         | Semifinales |   |                      | Final | Final | Final | Final | Final |  |
|  |             |                                  |             |                     |             |   |                      |       |       |       |       |       |  |
|  |             |                                  |             |                     |             |   |                      |       |       |       |       |       |  |
|  | 3           | Mahesh Bhupathi Mark Knowles     | 4           | 4                   |             |   |                      |       |       |       |       |       |  |
|  | 3           | Mahesh Bhupathi Mark Knowles     | 4           | 4                   |             |   |                      |       |       |       |       |       |  |
|  | 2           | Bob Bryan Mike Bryan             | 6           | 6                   |             |   |                      |       |       |       |       |       |  |
|  | 2           | Bob Bryan Mike Bryan             | 6           | 6                   |             | 2 | Bob Bryan Mike Bryan | 7     | 6     |       |       |       |  |
|  |             |                                  |             |                     |             | 2 | Bob Bryan Mike Bryan | 7     | 6     |       |       |       |  |
|  |             |                                  | 7           | Max Mirnyi Andy Ram | 65          | 3 |                      |       |       |       |       |       |  |
|  | 7           | Max Mirnyi Andy Ram              | 7           | Max Mirnyi Andy Ram | 65          | 3 | 6                    | 7     |       |       |       |       |  |
|  | 7           | Max Mirnyi Andy Ram              |             |                     |             |   | 6                    | 7     |       |       |       |       |  |
|  | 5           | Frantisek Cermak Michal Mertinak | 4           | 64                  |             |   |                      |       |       |       |       |       |  |
|  | 5           | Frantisek Cermak Michal Mertinak | 4           | 64                  |             |   |                      |       |       |       |       |       |  |
|  |             |                                  |             |                     |             |   |                      |       |       |       |       |       |  |

#### Semifinales
| Fecha    | Hora¹ | Partido                      | Partido | Partido                          | Resultado   |
| -------- | ----- | ---------------------------- | ------- | -------------------------------- | ----------- |
| 28.11.09 | 12:30 | Max Mirnyi Andy Ram          | -       | Frantisek Cermak Michal Mertinak | 6-4, 7-6(4) |
| 28.11.09 | 19:00 | Mahesh Bhupathi Mark Knowles | -       | Bob Bryan Mike Bryan             | 4-6, 4-6    |

#### Final
| Fecha    | Hora¹ | Partido              | Partido | Partido             | Resultado   |
| -------- | ----- | -------------------- | ------- | ------------------- | ----------- |
| 29.11.09 | 12:30 | Bob Bryan Mike Bryan | -       | Max Mirnyi Andy Ram | 7-6(5), 6-3 |

- (¹) -  Hora local de Londres (UTC +0)

| Predecesor: Shanghái 2008 | ATP World Tour Finals 2009 | Sucesor: Londres 2010 |